# 康翎郡
康翎郡（：／ Kangnyŏng gun */?）是朝鮮民主主義人民共和國黃海南道西南部的一個郡，位於康翎半島上，隔京畿灣南望大韓民國仁川廣域市甕津郡。是北韓最南的領土。2008年人口106,827人。下分1邑、1勞動者區、23里。
1909至1952年被併入甕津郡。1945年由美军占领。1953年韓戰後本郡歸北韓。